# Афанасово-1
Афанасово-1 — деревня в Богородском городском округе Московской области России.

## Население
| 1852 | 1859 | 1890 | 1926 | 2002 | 2006 | 2010 |
| ---- | ---- | ---- | ---- | ---- | ---- | ---- |
| 199  | ↗205 | ↘81  | ↗187 | ↘30  | ↗36  | ↘10  |

## География
Деревня Афанасово-1 расположена на востоке Московской области, в юго-западной части Ногинского района, примерно в 28 км к востоку от Московской кольцевой автодороги и 11 км к юго-западу от центра города Ногинска, по правому берегу реки Шаловки бассейна Клязьмы.
В 2 км к западу от деревни проходит Кудиновское шоссе Р109, в 1 км к северу — Горьковское шоссе М7, в 10 км к югу — Носовихинское шоссе, в 8 км к востоку — Московское малое кольцо А107. В 3,5 км к западу от деревни — пути хордовой линии Мытищи — Фрязево Ярославского направления Московской железной дороги. Ближайшие населённые пункты — посёлок городского типа Обухово, деревни Аксёно-Бутырки и Ивашево, ближайшая железнодорожная станция — платформа Кашино.

## История
В середине XIX века деревня относилась ко 2-му стану Богородского уезда Московской губернии и принадлежала гвардии поручице Бибиковой М. Н., в деревне было 16 дворов, крестьян 91 душа мужского пола и 108 душ женского.
В «Списке населённых мест» 1862 года — владельческая деревня 2-го стана Богородского уезда Московской губернии по правую сторону Владимирского шоссе (от Богородска), в 11 верстах от уездного города и 13 верстах от становой квартиры, при колодце, с 23 дворами и 205 жителями (98 мужчин, 107 женщин).
По данным на 1890 год — деревня Шаловской волости 2-го стана Богородского уезда с 81 жителем.
В 1913 году — 32 двора.
По материалам Всесоюзной переписи населения 1926 года — деревня Шаловского сельсовета Пригородной волости Богородского уезда в 1,1 км от Владимирского шоссе и 10,7 км от станции Фрязево Нижегородской железной дороги, проживало 187 жителей (83 мужчины, 104 женщины), насчитывалось 42 хозяйства, из которых 24 крестьянских, имелась школа 1-й ступени.
С 1929 года — населённый пункт Московской области.
Административно-территориальная принадлежность
1929—1930 гг. — деревня Шаловского сельсовета Богородского района.
1930—1954 гг. — деревня Шаловского сельсовета Ногинского района.
1954—1963, 1965—1994 гг. — деревня Аксёно-Бутырского сельсовета Ногинского района.
1963—1965 гг. — деревня Аксёно-Бутырского сельсовета Орехово-Зуевского укрупнённого сельского района.
1994—2006 гг. — деревня Аксёно-Бутырского сельского округа Ногинского района.
2006—2018 гг. — деревня сельского поселения Аксёно-Бутырское Ногинского муниципального района.
С 2019 г. — деревня Старокупавинской территории Богородского городского округа.